# Позднеев, Алексей Алексеевич
Алексей Алексеевич Позднеев  (2 (3) февраля 1904, Петербург  — 20 марта 1969 (1968), Ленинград ( по другой версии Сухум)) — советский и абхазский композитор, музыкальный педагог и музыковед

.  Заслуженный деятель искусств Абхазской АССР (1961).

## Биография
Родился в 1904 году в Петербурга в семье профессора-востоковеда.
В 1924 окончил факультет общественных наук Ленинградского университета.
В 1921–1924 обучался в Петроградско-Ленинградской консерватории по классу фортепьяно  С. И. Савшинского и по классу композиции (классической гармонии, контрапункта и фуги В. П. Калафати, классической инструментовки М. М. Чернова).
1924–27 – аспирант  Московского института научной философии.
В 1924—1948 заведующий  музыкальной  частью в драматических  театрах в Ленинграде, Москве, Киренске, Казани, Иванове, Петрозаводске, Шахтах, Улан-Удэ, Сухуми.
В 1949—1959 концертмейстер Ансамбля Балтфлота и преподаватель музыкального училища в Клайпеде.
1937–1948 композитор  и заведующий  музыкальной  частью Государственного Сухумского  драматического театра.
Он совершил конкретные шаги, позволившие избежать неминуемую стагнацию после отъезда К. Ковача.
Проводил большую работу, направленную на обучение абхазских кадров, из среды которых вышел один из первых абхазских профессиональных композиторов Константин Ченгелиа.
В 1940 г. в Сухуми организовал ансамбль песни и пляски погранвойск, которым руководил до конца ВОВ.
По его инициативе на абхазский язык переводятся романсы и арии русских композиторов, организуется их исполнение и запись на Радио.
Работал в Литовской ССР (1949–1959).
В 1959 вернулся в г. Сухуми, педагог и заведующий теоретико-композиторского отделения Сухумского  музыкального училища.
В 1959—1964 преподаватель Сухумского музыкального училища.
Организовал оперную студию, в которой поставил оперу П. Чайковского «Евгений Онегин» и отрывки из различных опер на абхазском языке. Вёл большую просветительскую работу, выступал в союзной и региональной печати с пропагандой абхазского народного музыкального творчества.
Занимался сбором народных  песен. Вместе с И. Кортуа, директором Дома народного творчества, организовал ансамбль народных инструментов. Писал произведения различных жанров для различных инструментов, основанные на абхазском мелосе.

## Музыкальные сочинения
Музыка к спектаклям абхазской драмы (120);
либретто Н. Тарба по мотивам абхазской народной сказки;
для фортепьяно: Абхазские эскизы, Детские песни и др.
опера Опасное знакомство (детская, одноактная, 1962);
для солистов, хора и симфонического оркестра :
- Пир во время чумы (сл. А. Пушкина, 1936),
- сюита Медный всадник (по А. Пушкину, 1942);

для симфонического  оркестра — Былина (1923), на темы абхазских народных  песен: Свадебный танец (1944), Марш (1944), Фантазия (1945);
для фортепьяно и симфонического  оркестра — Концерт на абхазские темы (1945);
Вок. циклы, на слова поэтов Б. Шинкуба, Б. Гургулиа, К. Герхелия и Ч. Джонуа.
для струнного квартета — Вариации на тему груз. нар. песни "Сулико";
для скрипки  и фортепьяно. — Шесть пьес на абхазские темы (1954), Три русских танца (1954), Поэма (1955);
для виолончели  и фортепьяно — пьесы;
Симфоническая  пр-ия: хореографическая сюита «Абрыскил»;
для фортепьяно — Пять фуг (1924), Вариации на тему литов. нар. песни (1956), Сюита (1957), Концертная фантазия на темы литов. нар. песен (1958),
сонаты: I (1964), II (1965), Абхазские эскизы, Десять прелюдий;
для голоса и фортепьяно — романсы и песни (свыше 100) на абхазские народные  тексты, на слова Н. Плещеева, А. Прокофьева, А. Чуркина, Д. Седых, С. Маршака и др.;
музыка к драматическим спектаклям (ок. 150).

## Награды
За музыкально-просветительскую фронтовую деятельность был награжден медалями «За оборону Кавказа» и «Доблестный труд во время ВОВ».

## Память
В 2004 году в честь 100-летия композитора детская опера «Опасное знакомство» была поставлена на сцене русского драматического театра. Руководитель постановки – А. Ашхаруа.

## Семья
Отец- Алексей Матвеевич Позднеев
Дядя - Дмитрий Матвеевич Позднеев

## Избранная библиография
Самобытность, высокая идейность//Советская Абхазия. 25 апреля 1968. С.3